# Saverna
Saverna – wieś w Estonii, w prowincji Põlva, w gminie Valgjärve.